# ガストン・ジュリア
ガストン・モーリス・ジュリア（仏: Gaston Maurice Julia 、1893年2月3日 - 1978年3月19日）は、フランスの数学者。彼の名に因むジュリア集合で広く知られている。
ジュリアは子供の頃から数学に興味を持っていたが、彼が20歳の時に第一次世界大戦が勃発し、徴兵された為学業を中断。従軍中に顔に重傷を負い、鼻を失ってしまう。何度も整形手術を受けたが上手く行かず、生涯に渡って鼻のあった所に革製の覆いを付けて暮らした。負傷時に知り合った看護婦マリアンヌ・ショーソン（作曲家エルネスト・ショーソンの娘）と結婚し、ジュリア・リスゴーオレフィン化の発見で知られるマルク・ジュリアなど6人の子に恵まれた。物理学者のベルナール・ジュリアは孫。